# Pfarrkirche St. Margarethen an der Sierning

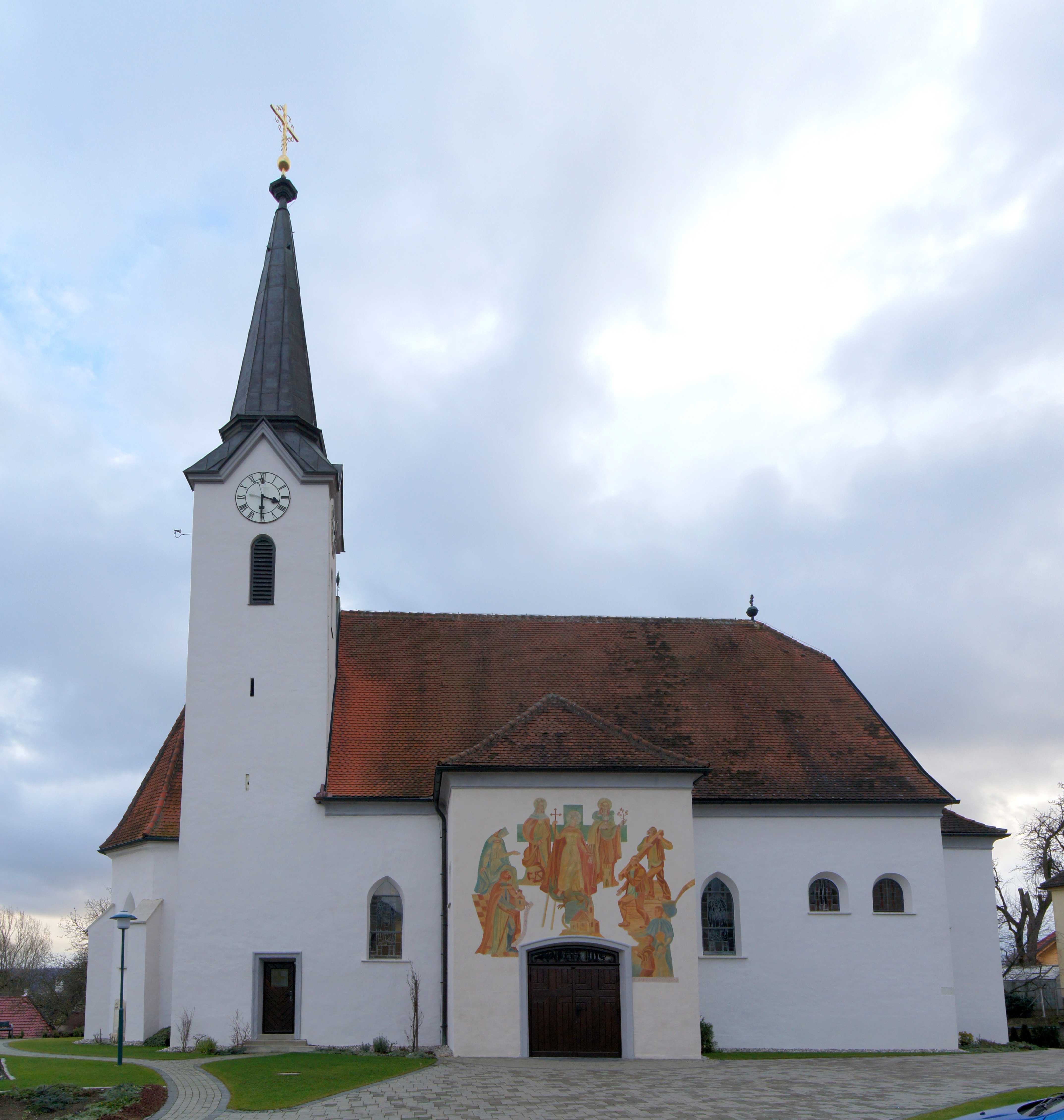
Katholische Pfarrkirche in St. Margarethen an der Sierning

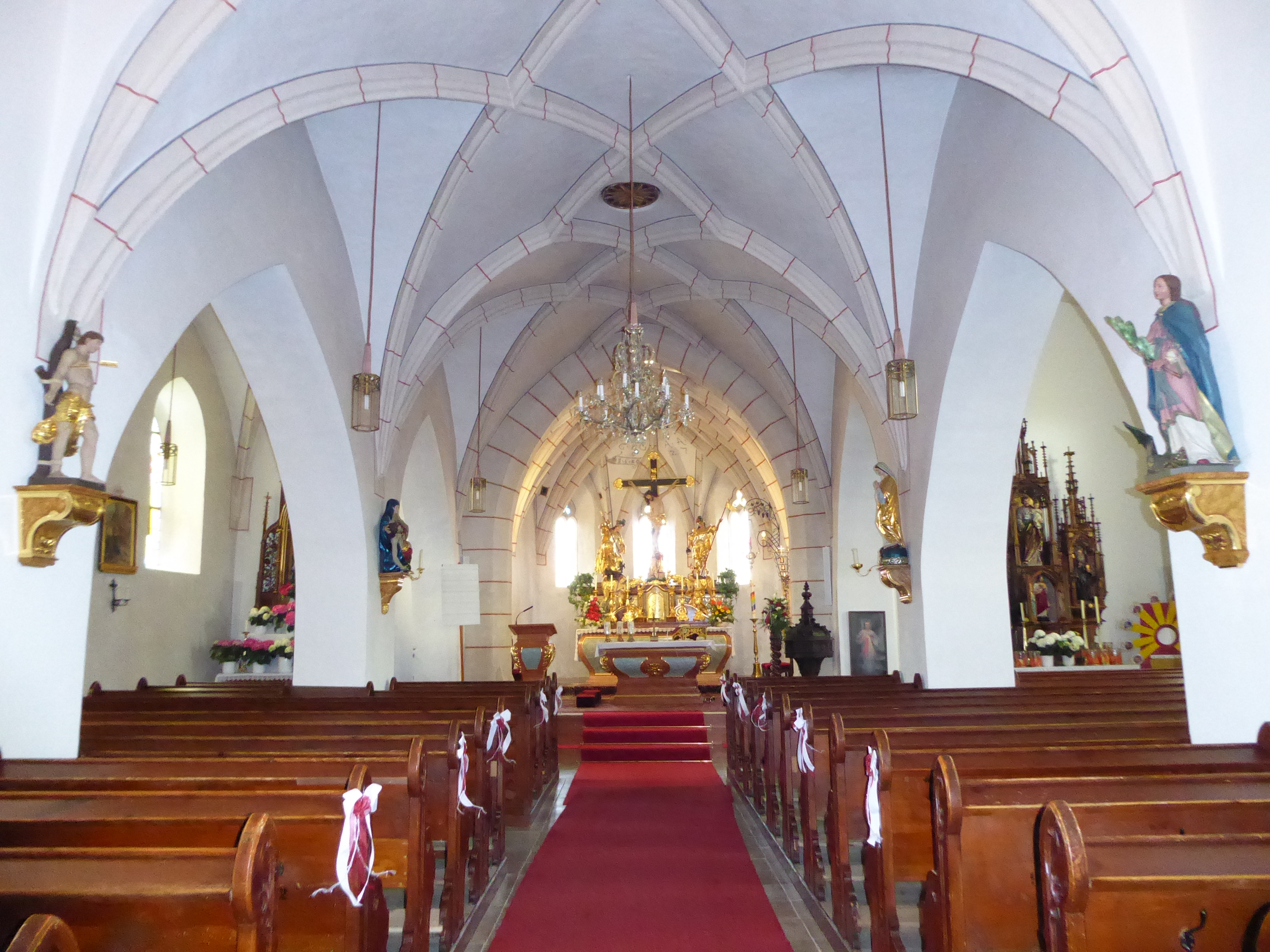
Langhaus, Blick zum Chor

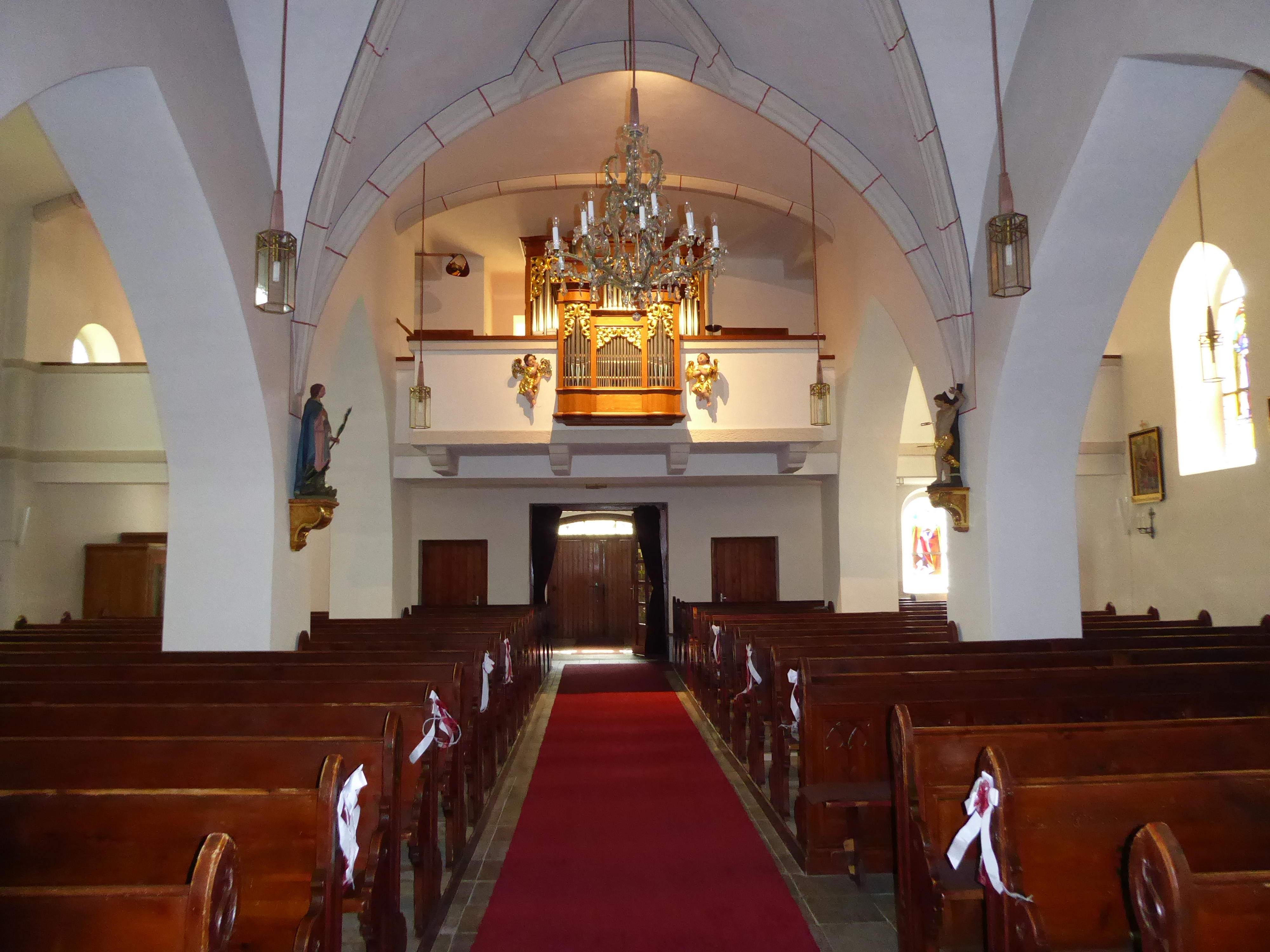
Langhaus, Blick zum Orgelempore

Die Pfarrkirche St. Margarethen an der Sierning steht erhöht mittig im Ort der Gemeinde St. Margarethen an der Sierning im Bezirk St. Pölten-Land in Niederösterreich. Die dem Patrozinium hl. Margareta von Antiochia unterstellte römisch-katholische Pfarrkirche gehört zum Dekanat Melk in der Diözese St. Pölten. Die Kirche steht unter Denkmalschutz (Listeneintrag).

## Geschichte
Urkundlich 1080 namensgebend für den Ort. Die Kirche wurde 1188 von der Gründerfamilie der Rebgauer dem Stift Altenburg geschenkt. Die Kirche wurde 1202/1204 zur Pfarrkirche erhoben. 1689 wurde den Jesuiten die Pfarre übergeben und ist seit 1773 wieder Weltpriesterpfarre.
1949/1950 wurde nach den Plänen des Architekten Franz Barnath die Kirche erweitert. 1991/1993 war eine Restaurierung.

## Architektur
Der schlichte spätgotische Kirchenbau mit einem eingezogenen Chor hat einen Turm im nördlichen Chorwinkel. Die Erweiterung aus 1949/1950 beinhaltet den Anbau eines südlichen Seitenschiffes, den Anbau einer Sakristei im Osten, die Erweiterung des Langhauses nach Westen mit Vorhallen unter Walmdächern.
Das Kirchenäußere zeigt das Langhaus unter einem Schopfwalmdach mit Spitzbogenfenstern im Norden und Rundbogenfenstern im Süden. Der Chor zeigt zweiteilige Maßwerkfenster und Strebepfeiler. Der ungegliederte spätgotische Turm zeigt Schlitzluken, rundbogige Schallfenster, Uhrengiebel, und trägt einen Spitzhelm aus 1879. Die nördliche Vorhalle zeigt ein monumentales Sgraffito der Heiligen Margarethe, Barbara und Katharina aus 1949/1950. Über dem Portal eingemauert sind drei gotische reliefierte Schlusssteine, welche 1949 aufgefunden wurden.
Das Kircheninnere zeigt ein dreischiffiges vierjochiges Langhaus, die zwei östlichen Joche des Mittelschiffes zeigen ein Netzrippengewölbe aus dem ersten Viertel des 16. Jahrhunderts, die zwei westlichen Joche aus 1949 haben ein Tonnengewölbe bzw. eine Flachdecke über der Balkonempore. Das nördliche Seitenschiff hat ein gotisches Kreuzrippengewölbe, das südliche Seitenschiff aus 1949 eine Flachdecke, die Seitenschiffe sind mit Spitzbogenarkaden zum Mittelschiff geöffnet. Der Triumphbogen ist spitzbogig. Der einjochige Chor hat einen Fünfachtelschluss und ein Netzrippengewölbe aus dem ersten Viertel des 16. Jahrhunderts, im Polygon gibt es die Bauinschrift 1520 und 1627.
Die Glasmalereien aus 1949/1950 sind figural und ornamental.

## Ausstattung
Der Hochaltar hat einen barocken Altartisch, der Tabernakel trägt eine Figurengruppe mit Kruzifix von Johann Bühringer 1993, den flankierenden barocken Statuen der Heiligen Georg und Florian aus der ersten Hälfte des 18. Jahrhunderts angepasst.
Die neugotischen Seitenaltäre entstanden durch Leopold Hofer 1902/1903, der linke Seitenaltar ist ein Retabel mit dem Hochrelief Rosenkranzmadonna flankiert von den Heiligen Therese und Benedikt, der rechte Seitenaltar war von 1903 bis 1949 der Hochaltar, er ist ein dreiteiliges Nischenretabel mit der Statue hl. Josef mit Kind. Die ehemaligen Hochaltarbilder zeigen die hl. Margarethe gemalt von Christian de Kerle Ypern im Ende des 17. Jahrhunderts sowie als kartuschenförmiges Auszugsbild hl. Johannes Nepomuk vor der Madonna gemalt von Johann Kirschner 1788.
Ein Rundbild Maria mit Kind in einem originalen Rahmen entstand 1689. Die Kreuzwegbilder sind aus 1899.
Die Orgel bauten die Gebrüder Mauracher 1951. Eine Glocke nennt Ferdinand Drackh 1725.

## Grabdenkmäler
- In der nördlichen Vorhalle befindet sich eine Grabplatte mit einer eingeritzten Darstellung Kreuz und Schild aus dem 13. Jahrhundert.